# Ermessenda de Bigorra
Ermessenda de Bigorra (1015-1049?), també coneguda com a Gerberga o Gisberga fou reina d'Aragó. Era filla del comte Bernat I de Foix i la seva segona esposa, la comtessa Garsenda de Bigorra.
El 22 d'agost de 1036 va casar-se amb Ramir I d'Aragó. Al contraure matrimoni va canviar el seu nom per Ermessenda, el qual va agafar en homenatge a la seva tieta, la comtessa Ermessenda de Carcassona, comtessa consort de Barcelona.
Aquestes noces suposaven la creació d'una aliança molt estreta entre el comtat de Bigorra i la monarquia aragonesa, manifestada en la mort de Bernat II, germà d'Ermessenda, combatent contra els musulmans cap el 1077. Els seus successors Cèntul I i Cèntul II es van distingir també com a vassalls i aliats dels reis aragonesos.
Tingueren cinc fills:
- Teresa d'Aragó, casada amb el comte Guillem Bertran de Provença
- Sanç Ramires, Rei de Aragó i de Pamplona
- Sança, casada amb el comte Ermengol III d'Urgell
- Garcia Ramires, bisbe de Jaca
- Urraca, monja en Santa Creu de la Serós.

Ermessenda morí cap a l'any 1049, i va ser enterrada al Monestir de Sant Joan de la Penya.